# Montagut (Montagut i Oix)
Montagut és un poble de la Garrotxa, capital del municipi de Montagut i Oix, situat a prop dels rius Fluvià i Llierca, a uns 10 km d'Olot.
El 1846 el terme de Toralles es va incorporar a Montagut, que ja era ens local independent en començar el Segle XIX (batllia de Montagut).
El 1972 l'antic i extens terme municipal d'Oix fou agregat al municipi de Montagut, anomenat Montagut de Fluvià. Més endavant, el nou municipi adoptà la nova denominació de Montagut i Oix a partir del 15 de novembre de l'any 2002.

## Patrimoni arquitectònic
L'element patrimonial principal de Montagut és el Castell del Cos, un castell termenat documentat el 1070 situat a dalt del turó de Montagut (El Cós, 612 m).
La capella de la Mare de Déu del Cós és ubicada al mateix lloc que el recinte del Castell, al cim del Cos.
EL nucli del poble està centrat a l'església de Sant Pere, bastida el Segle XII amb reformes posteriors.

## Història
L'indret de Montagut apareix documentat en un diploma carolingi l'any 898. El comte Sunifred de Besalú i Cerdanya esmenta la parròquia de Sant Pere de Montagut l'any 966 en el seu testament. És probable que el castell ja existia en aquestes dates però, de fet, la primera notícia documental del «castrum de Monte Acuto quod vocant Corz» es troba en el jurament de fidelitat fet a Bernat II de Besalú pels seus nobles, que es data entre 1070 i 1100. L'any 1119, Ermessenda, muller del vescomte Udalard Bernat de Bas, llega els castells de Montagut, Beuda i Mont-ros al seu net Udalard II de Bas que morí prematurament. L'any 1123, el seu cunyat, senescal Guillem Ramon I de Montcada assumeix la tutoria de l'hereu Pere Udalard, encara un infant. El comte Ramon Berenguer III de Barcelona confia al tutor les possessions del vescomte de Bas, entre elles el castell de «Monte Acuto» l'any 1126.
Pere Udalard morí l'any 1127 i el títol vescomtal de Bas passarà a la seva bestia Beatriu, muller de Ponç Hug de Cervera. L'any 1198, Pere II de Cervera rebrà cedit el castell de Montagut i el seu terme. El 1240, Pere III vescomte de Bas vengué el vescomtat a Simó de Palau qui, en morir, el llegà a la seva filla Sibil·la, comtessa d'Empúries (1247). Aquesta dama, («domina castri de Monte Acuto»), vengué, l'any 1280, el vescomtat de Bas i el castell de Montagut al rei Pere II de Catalunya-Aragó, absolent a castlans i cavallers del jurament de fidelitat i ordenant-los que fessin homenatge al rei. No obstant, el rei investirà el fill de Sibil·la Ponç Hug IV d'Empúries amb el castell de Montagut, entre d'altres, per la seva actuació en la invasió francesa de 1285.
L'any 1315, el rei Jaume II de Catalunya-Aragó cedí el vescomtat de Bas i els castells de Mont-ros, Castellfollit i Montagut dels quals posseïa el domini directe, al comte Malgaulí d'Empúries. El 1339, la situació econòmica dolenta dels comtes d'Empúries feu que els castells, termes, dominis i jurisdiccions de Castellfollit, Montagut i Mont-ros fossin incorporats a la corona per Pere III de Catalunya-Aragó.